# Daughter of Dawn
The Daughter of Dawn es una película muda realizada en 1920.  Con 83 minutos de duración, puede ser la única película muda hecha con un reparto enteramente nativo americano.
Entre su producción y restauración en 2012, fue exhibida sólo unas pocas veces (una vez en Los Ángeles en 1920, Kansas City, Tulsa y en algunas otras ciudades). El 18 de diciembre de 2013, la película fue seleccionada para su preservación en el National Film Registry de la Biblioteca del Congreso de los Estados Unidos por ser "cultural, histórica, o estéticamente significativo".

## Historia
El foco de película alrededor de un triángulo de amor. El personaje femenino principal es Dawn (interpretada por Esther LeBarre), hija del jefe del Kiowa (interpretado por Hunting Horse.) Dawn desea casarse con White Eagle (interpretado por White Parker, hijo del líder Comanche Quanah Parker) pero su padre quiere considerar al potente e influyente Black Wolf, interpretado por Jack Sankadota. Wanada Parker (también hija de Quanah Parker) interpreta a Red Wing, otra mujer enamorada de Black Wolf. La película presenta representaciones de la vida típica de los indios de la llanura, incluyendo una escena de batalla, bisonte y bailes tradicionales caza.

## Producción
La película presenta "un reparto enteramente indio...rodado en el País indio", con más de 300 personas de las tribus Comanche y Kiowa  que actúan en la película, incluyendo a White y Wanada Parker, hijos de Quanah Parker. El reparto llevó su propia ropa y llevó sus propios elementos personales, incluyendo tipis. La película presenta el "Tipi con Cuadros de Batalla", el cual es un tipi en la colección de al  Sociedad Histórica de Oklahoma. Hay lanzas y tomahawks en el film las cuáles representan los honores ganaron en guerra por el Kiowa. Daughter of Dawn se filmó en los meses de mayo, junio y julio de 1920. La filmación tuvo lugar en las Montañas Wichita.
Daughter of Dawn fue uno de muchos docudramas que tendían a romantizar la cultura nativo americana y el estilo de vida durante 1910 y 1920. Otras películas del periodo que se jactaban de un reparto enteramente integrado por nativoamericanos incluyeron In the Land of the Head Hunters (1914); Hiawatha (1913), rodado por F.E. Moore's production company; The Vanishing Race, una película de 1917 hecha por los Estudios Edison; y Before the White Man Came (1920), que empleó a indios Crow e indios Cheyenne como actores.
La banda sonora de la película nunca se completó.

## Adquisición y restauración
Se rumoreaba que existía The Daughter of Dawn, pero no estaba en ningún archivos, y se temió que fuera una película perdida. En 2005, un detective privado le ofreció la película a Brian Hearn del Oklahoma City Museum of Art   por U$S35,000, fue pagado por un trabajo con la película. Dos años más tarde, la  Sociedad Histórica de Oklahoma (OHS), que tiene fotogramas de la película y el guion, lo compró por $5,000.
Al momento de la compra, la película comprendía cinco carretes. Algunas secciones estaban unidas con cinta de enmascarar. El OHS solicitó subvenciones para digitalizar la película, la cual es de 83 minutos de duración. La banda sonora de la película fue creada por David Yeagley y interpretada por estudiantes de la Universidad de Oklahoma City. La película fue mostrada en el Sitio Histórico Nacional de Fort Larned en 2013. La versión restaurada fue distribuida en DVD por Milestone films.